# Johannisloge Victoria zur Morgenröthe
Die Johannisloge Victoria zur Morgenröthe ist eine Freimaurerloge in Hagen.

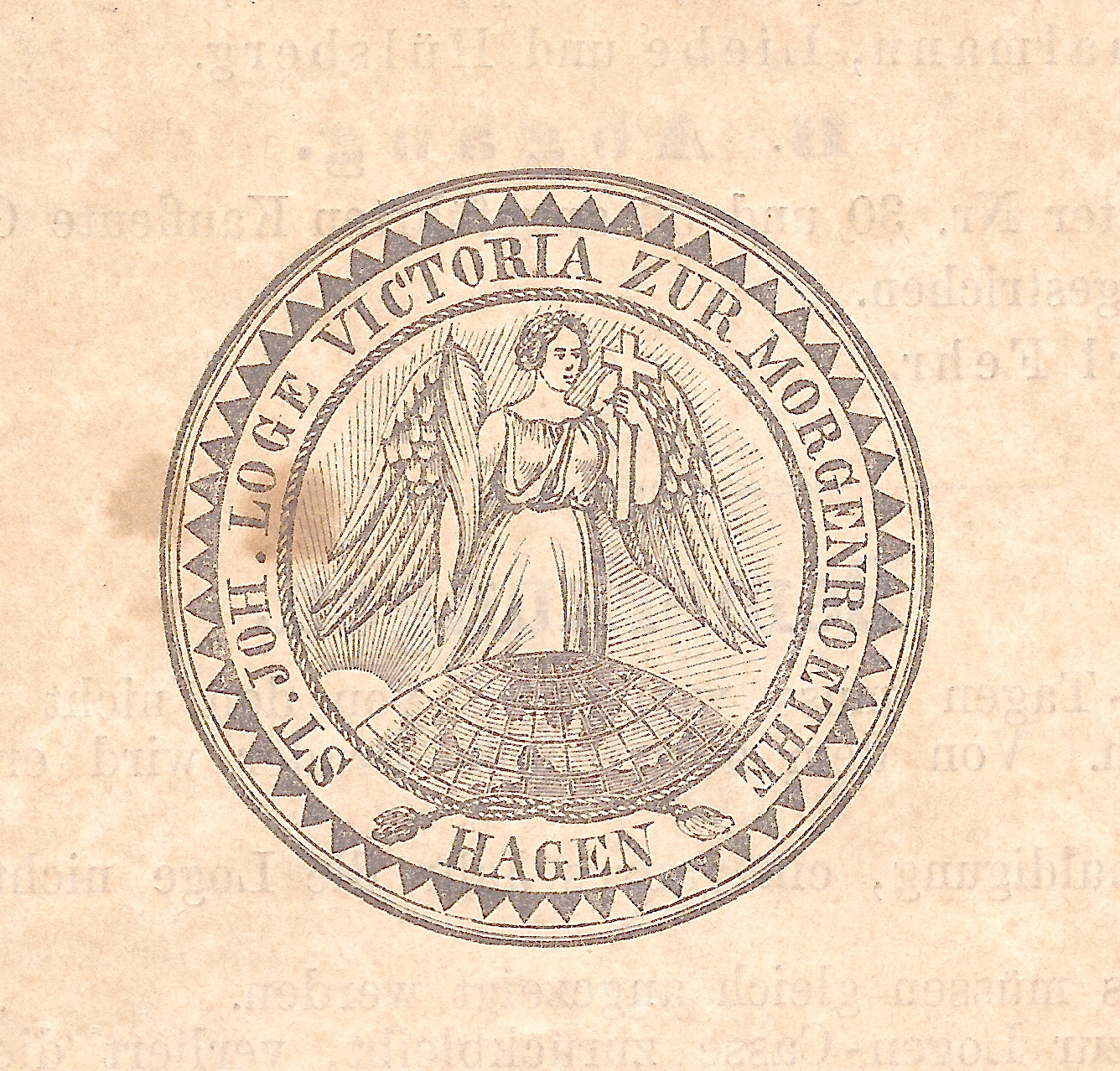
Historisches Logensiegel Victoria zur Morgenröthe

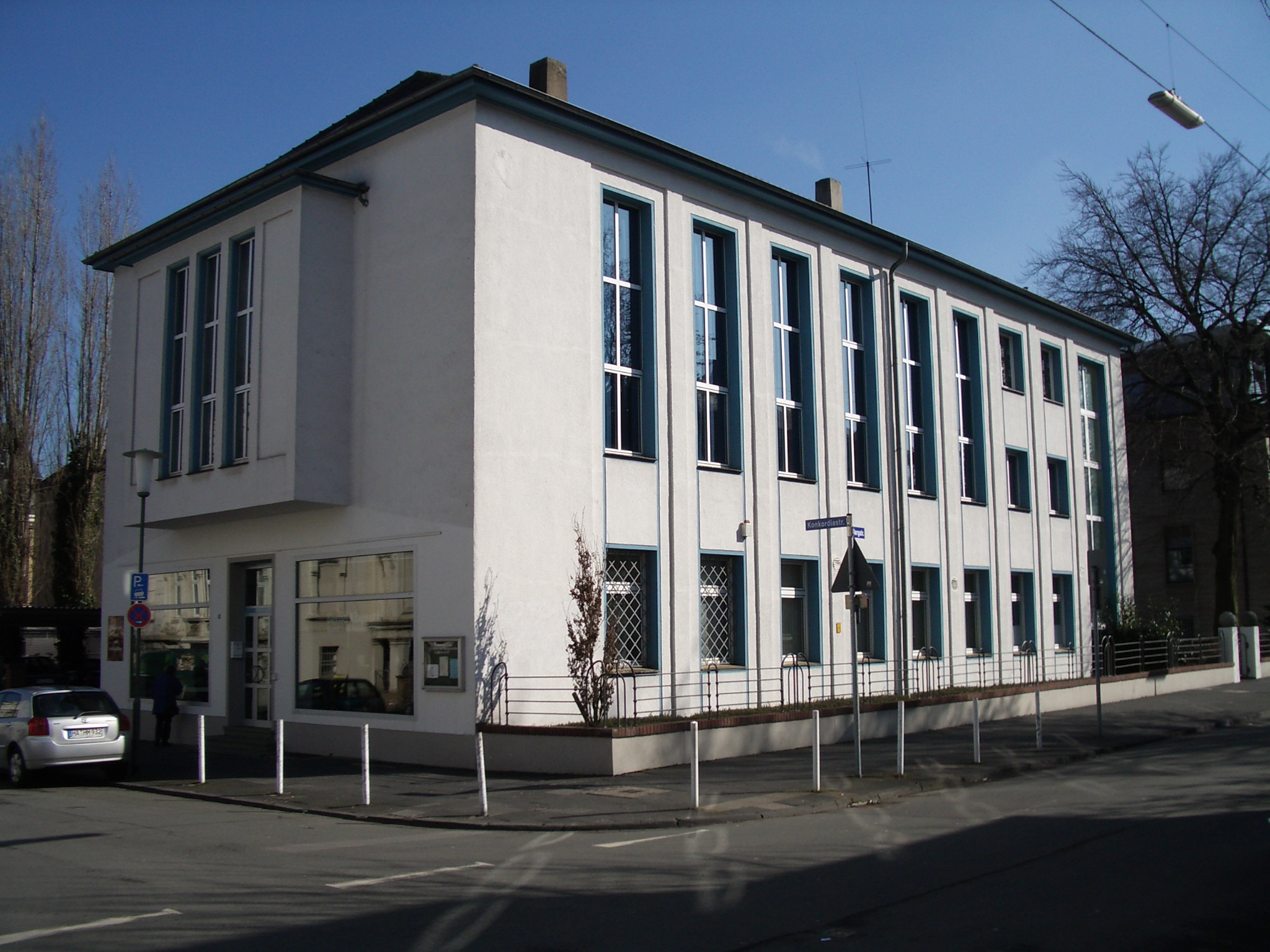

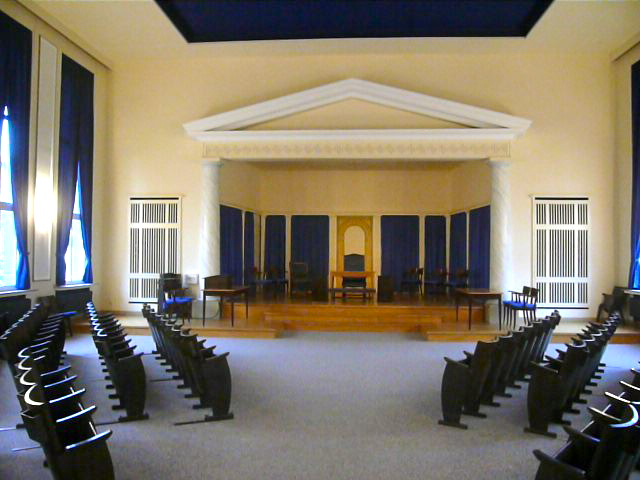
Blick in den Tempel

## Geschichte
Die Loge wurde 1858 von Persönlichkeiten der Stadt unter Mithilfe von Logenbrüdern aus Iserlohn und Schwelm gegründet. Der erste Vorsitzende Logenmeister, Peter Adolf Reincke, war Gründer und Chefarzt des Allgemeinen Krankenhauses in Hagen.
Ihre Konstitution erhielt die Loge durch die Großloge Berlin am 14. September 1857. Inspiriert durch die gerade erfolgte Verlobung der englischen Prinzessin Victoria mit Prinz Friedrich Wilhelm von Preußen, dem späteren Kaiser Friedrich III., man der Loge den Namen „Victoria zur Morgenröthe“.
Zunächst trafen sich die Logenbrüder in einem Gasthof, aber bereits 1872 konnte in der Elberfelder Straße ein Wohnhaus mit Grundstück erworben werden. Dieses erwies sich aber schon zum 25-jährigen Stiftungsfest als zu klein. Weitere Umbauten in den folgenden Jahren waren durch die schnell steigende Mitgliederzahl ebenfalls ungenügend. 1898 wurde das alte Logenhaus abgerissen und durch einen Neubau zu ersetzt, der außer den Logenräumen auch einen großen Festsaal, Gesellschaftsräume, Kegelbahn, Weinkeller etc. enthielt. Ein Jahr später wurde das Haus eingeweiht. Es war ein Treffpunkt für ernste Arbeit und kulturelle Veranstaltungen. Der Erste Weltkrieg jedoch forderte seine Opfer in der Bruderschaft und unterbrach die bis dahin stetige Aufwärtsentwicklung. Nach Kriegsende setzte der bisher stärkste Mitgliederzuwachs ein.
Die völkische Bewegung nach dem verlorenen Ersten Weltkrieg bildete die Basis für Angriffe auf die Freimaurerei. Am 4. Juli 1934 wurde das Hagener Logenhaus von der SS besetzt und ausgeplündert. Durch diesen Überfall kam unter anderem das Archiv mit allen historisch relevanten Unterlagen abhanden. 1935 erfolgte die generelle Auflösung aller deutschen Logen. Entschädigungslos übernahm die Stadt Hagen das Logenhaus und benutzte es als Dienststelle der Luftschutzbehörde, bis es am 15. März 1945 bei einem Luftangriff zerstört wurde.
Während der Verbotszeit hatten wenige Mitglieder den Zusammenhalt aufrechterhalten. Nach Ende des Krieges versuchte man, die verstreuten Mitglieder wieder zu sammeln. Aber erst nachdem die britische Militärregierung Anfang 1947 die Genehmigung zur Wiedererrichtung der Loge gegeben hatte, war ein Neubeginn möglich. Nach jahrelangen Verhandlungen führten die Wiedergutmachungsverhandlungen zu einem Vergleich, sodass an der Ecke Bergstraße/Konkordiastraße ein Neubau entstehen konnte, der anlässlich der 100-Jahr-Feier im Januar 1958 eingeweiht wurde.
Heute hat die Loge 35 Mitglieder und tritt mit kulturellen Veranstaltungen im Logenhaus Bergstr. 96 regelmäßig in die Öffentlichkeit, auch in Kooperation mit dem Theater Hagen.
Auch heute versteht sich die Hagener Loge nicht als verschlossener Zirkel, sondern betreibt seit vielen Jahren eine offensive Informationspolitik mit öffentlichen Veranstaltungen und Vorträgen, sowie Gästeabenden für interessierte Herren.